# Pterygioteuthis giardi
Il totanello orecchiuto (Pterygioteuthis giardi P. Fischer, 1896) è un mollusco cefalopode appartenente alla famiglia Pyroteuthidae.

## Descrizione
Come tutte le specie della sua famiglia è un calamaro di piccole dimensioni: il mantello, di forma allungata, non supera i 4 cm. Le braccia sono piuttosto tozze, mentre i tentacoli sono più sottili. Il braccio sinistro del quarto paio di braccia nei maschi è modificato in un organo detto ectocotilo, utilizzato durante la riproduzione. Presenta fotofori.
Può essere confuso con Pterygioteuthis gemmata.

## Biologia

### Predatori
I principali predatori sono pesci e delfini.

### Riproduzione
È oviparo. Le uova sono piccole, di 1 mm di lunghezza.

## Distribuzione e habitat
È diffuso in tutti gli oceani fino a 500 m di profondità, ma di notte risale più vicino alla superficie, talvolta anche a 50 m.